# Fay Gale
Fay Gale, de son nom de naissance Gwendoline Fay Gilding (13 juin 1932 - 3 mai 2008) est une géographe australienne. Elle s'est fait connaître par ses travaux défendant l'égalité des chances pour les femmes et pour les Autochtones, ainsi que pour ses responsabilités dans le milieu universitaire australien.

## Biographie
Gwendoline Fay Gilding est née à Balaklava, Australie du Sud. Son père est un pasteur méthodiste. Elle est la première diplômée avec distinction de l’Université d'Adélaïde en géographie. Elle se distingue par ses nombreux travaux universitaires, à commencer par le tout premier doctorat à se concentrer sur les populations autochtones et à aborder les problèmes d'assimilation. Sa thèse A Study of Assimilation: Part Aborigines in South Australia a été publiée à Adélaïde en 1960 et republiée en 1964 après avoir été largement diffusée comme texte d'anthropologie dans de nombreuses universités. Elle est largement reconnue pour son implication dans le milieu universitaire et pour la promotion du rôle des femmes dans ce dernier.
En 1989, elle est nommée Officier de l'Ordre d'Australie pour « ses services aux sciences sociales, en particulier dans les domaines de la géographie et des études autochtones ». En 1978, elle devient la première femme à être nommée professeure à l'Université d'Adélaïde, en géographie. En 1988, elle est vice-chancelière de l'Université d'Adélaïde et, en 1990, vice-chancelière de l'Université d'Australie occidentale. En 1997, elle est nommée présidente de l' Académie des sciences sociales d'Australie.
Fay Gale a été grandement influencée par sa relation avec sa sœur adoptive Edna Walker, une membre de la génération volée, et a été l'une des premières militantes pour un changement de traitement des peuples autochtones. Lorsqu'elle a épousé Milton Gale en 1957, ses deux demoiselles d'honneur étaient des femmes autochtones, Gladys Long et Linda Vale. Ses premières activités de recherche auprès des communautés autochtones représentent dans de nombreux cas les seuls documents écrits de certaines personnes. Ses recherches font partie d'un ensemble de travaux sur lesquels la Commission royale de Hindmarsh Island s'est appuyée pour prendre sa décision, occasionnant des controverses racontées dans The Failure of Anthropology de Rod Lucas.
Pendant son mandat à l'Université de l'Australie occidentale, Fay Gale a joué un rôle déterminant dans les progrès en matière d'équité entre les sexes,.
En 1972, Fay Gale est conférencière invitée à l'École de géographie de l'Université d'Oxford, après avoir reçu la bourse Catherine Helen Spence pour voyager à l'étranger. En 1978, elle est professeure invitée à l'Université de Washington.
En 1991, elle fait équipe avec Ian Lowe pour donner les conférences Boyer, intitulées « Changing Australia (changes through technology) ».
Gale considère Dame Roma Mitchell comme une de ses principales mentors.

## Responsabilités
Elle a été la première femme vice-chancelière de l'université d'Adélaïde et la première vice-chancelière de l'Université d'Australie occidentale. C'était la première fois qu'une femme occupait ce poste à l'université d'Australie occidentale et la seconde en Australie, mais c'était la première dans une université Sandstone ou du Groupe des Huit. Elle a été la première femme élue présidente de l'Institut des géographes australiens et la première femme élue présidente du comité des vice-chanceliers australiens. Elle a été la première femme élue présidente de l'Académie des sciences sociales en Australie, après avoir été élue membre en 1978. Elle a été la première femme présidente du conseil d'administration du Festival of Perth. Elle a également été la première femme élue au conseil de l'Association des universités du Commonwealth, la première femme élue présidente de l'Association des conseils asiatiques de recherche en sciences sociales, la première femme élue présidente de l'Association of Tertiary Education Management, Australie et Nouvelle-Zélande.

## Hommages
L'Université d'Australie occidentale offre une bourse pour les universitaires souhaitant étudier à l'étranger en son nom, la Fay Gale Fellowships. 
L'Académie des sciences sociales d'Australie institue en 2008 la conférence annuelle Fay Gale qui prévoit une conférence publique en l'honneur d'une éminente spécialiste des sciences sociales parmi les boursiers de l'Académie.
En décembre 2009, l'Université d'Adélaïde inaugure le Fay Gale Centre for Research on Gender destiné à soutenir et promouvoir les recherches sur le genre.

## Fonctions occupées
- Présidente du comité des vice-chanceliers australiens
- Vice-chanceliere de l'Université de l'Australie occidentale
- Présidente de l' Académie des sciences sociales d'Australie (1998-2000)
- Présidente de l'Association des conseils asiatiques de recherche en sciences sociales
- Présidente de l'Académie des sciences sociales d'Australie (2001–2003)
- Présidente du conseil d'administration du Festival of Perth
- Présidente du conseil consultatif de l'orchestre symphonique de l'Australie occidentale;
- Membre du conseil de l'Association des universités du Commonwealth
- Membre de l' Australian Research Council
- Membre du Conseil des Premiers ministres pour la science, la technologie et l'innovation
- Commissaire auprès de la Commission australienne du patrimoine
- Membre du Comité national de l'UNESCO
- Consultante auprès de l'Australian National Parks and Wild Life Service, NSW National Parks
- Consultante auprès du National Arthritis and Musculoskeletal Conditions Advisory Group, Department of Health and Aging (Australie)